# 芬蘭自然史博物館

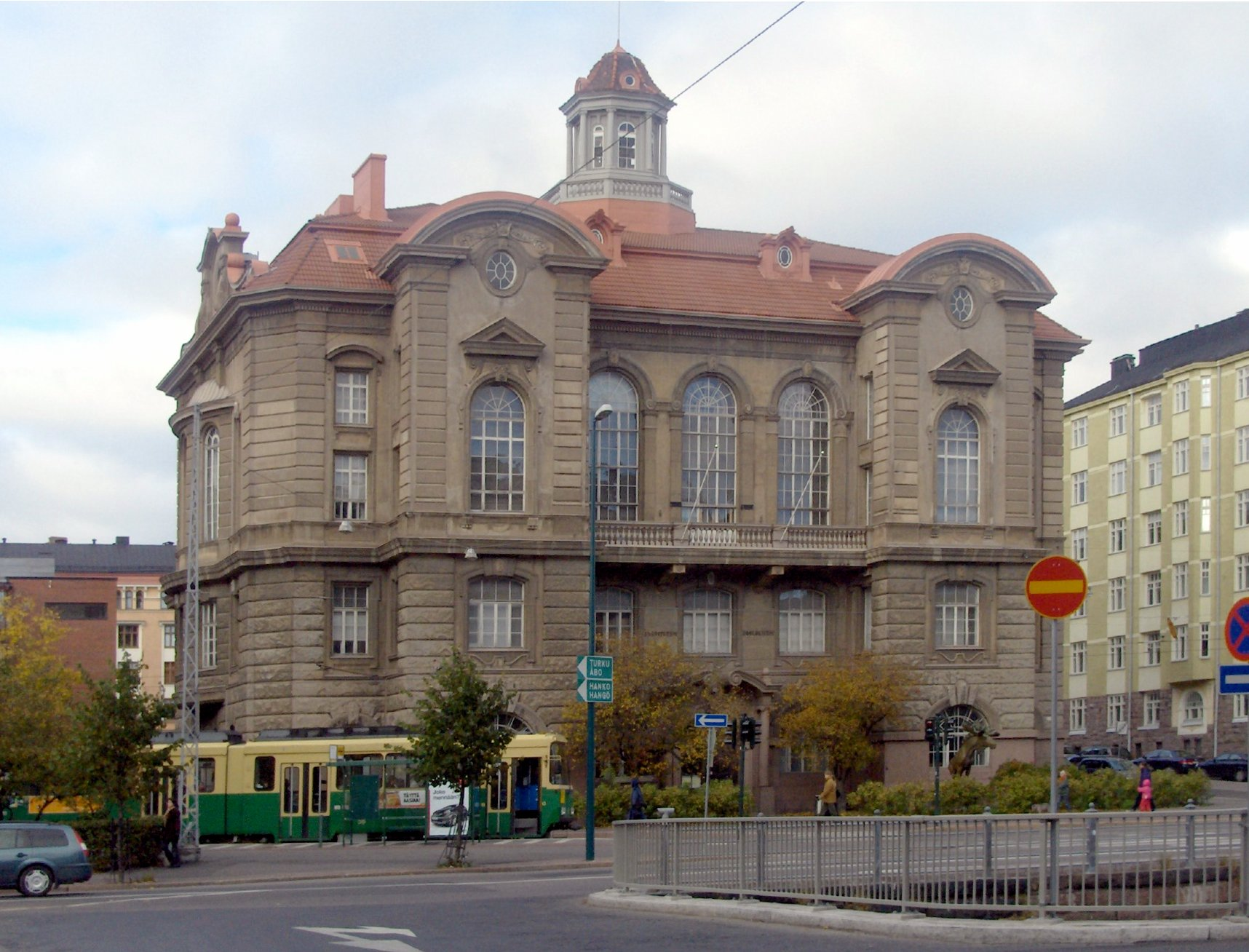
芬蘭自然史博物館

芬蘭自然史博物館（芬蘭語：Luonnontieteellinen keskusmuseo）是位於芬蘭首都赫爾辛基的一座博物館。

## 历史
成立於1988年。芬蘭博物館是赫爾辛基大學下屬的一個研究機構，管理有動物園和植物園等部門。赫爾辛基自然史博物館現在分為三個館區，分別是植物園、動物園和自然科學博物館。
60°10′17″N 24°55′53″E / 60.17139°N 24.93139°E